# Statsbesök

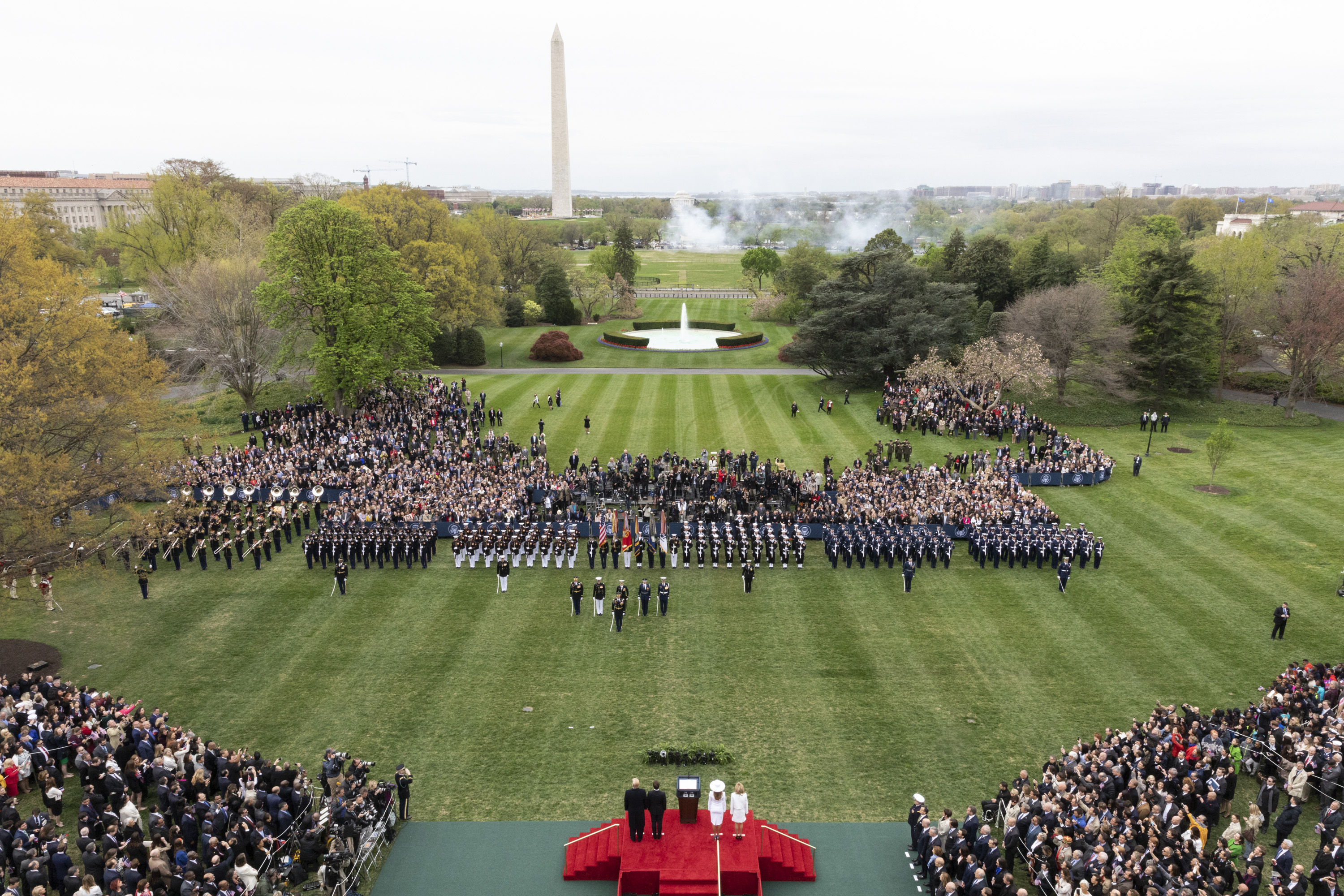
Ankomstceremoni för Frankrikes president Emmanuel Macron på Vita husets södra gräsmatta i Washington, D.C. under dennes statsbesök i USA 24 april 2018.

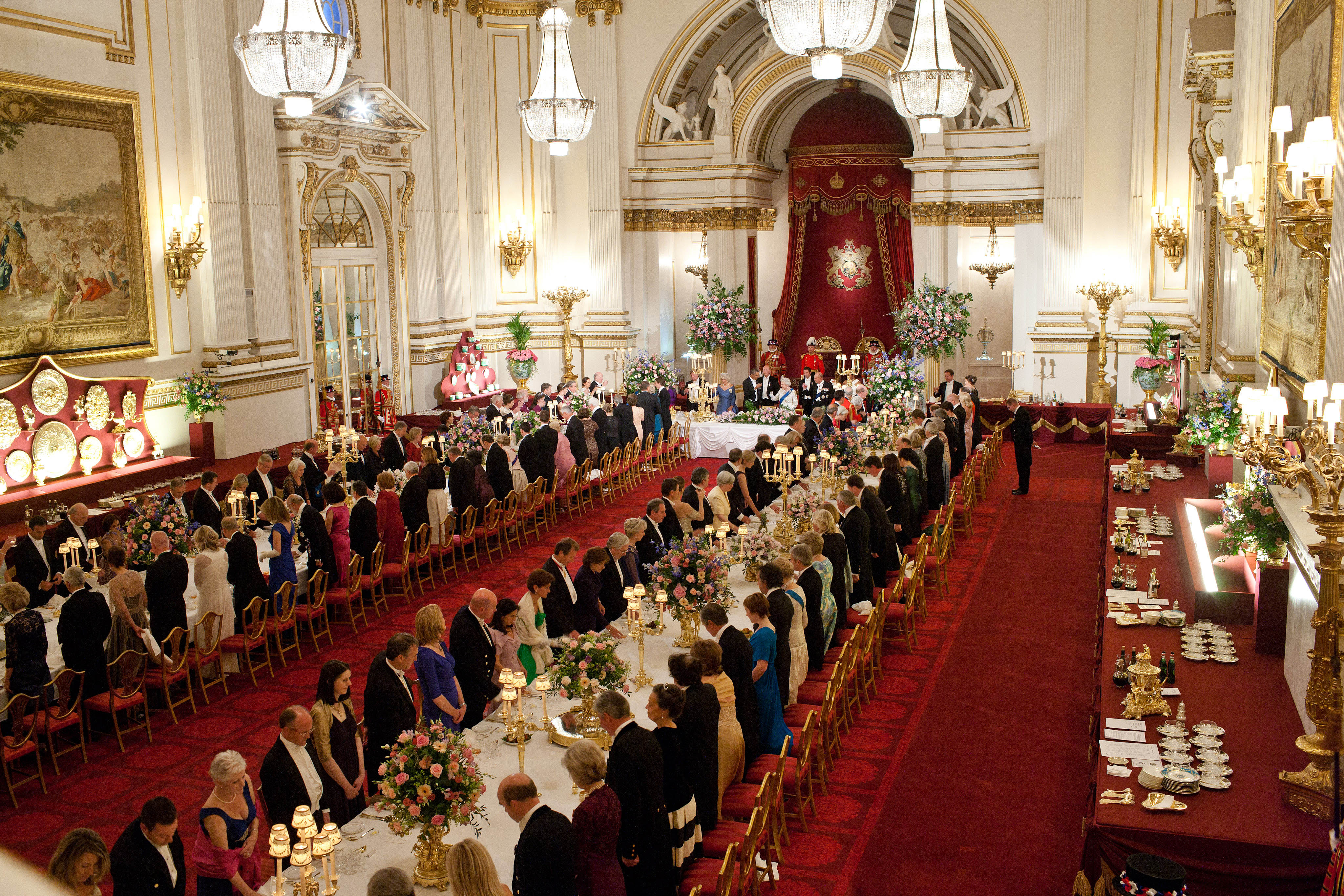
Statsbankett på Buckingham Palace under statsbesöket av USA:s president Barack Obama till Storbritannien, 24 maj 2011.

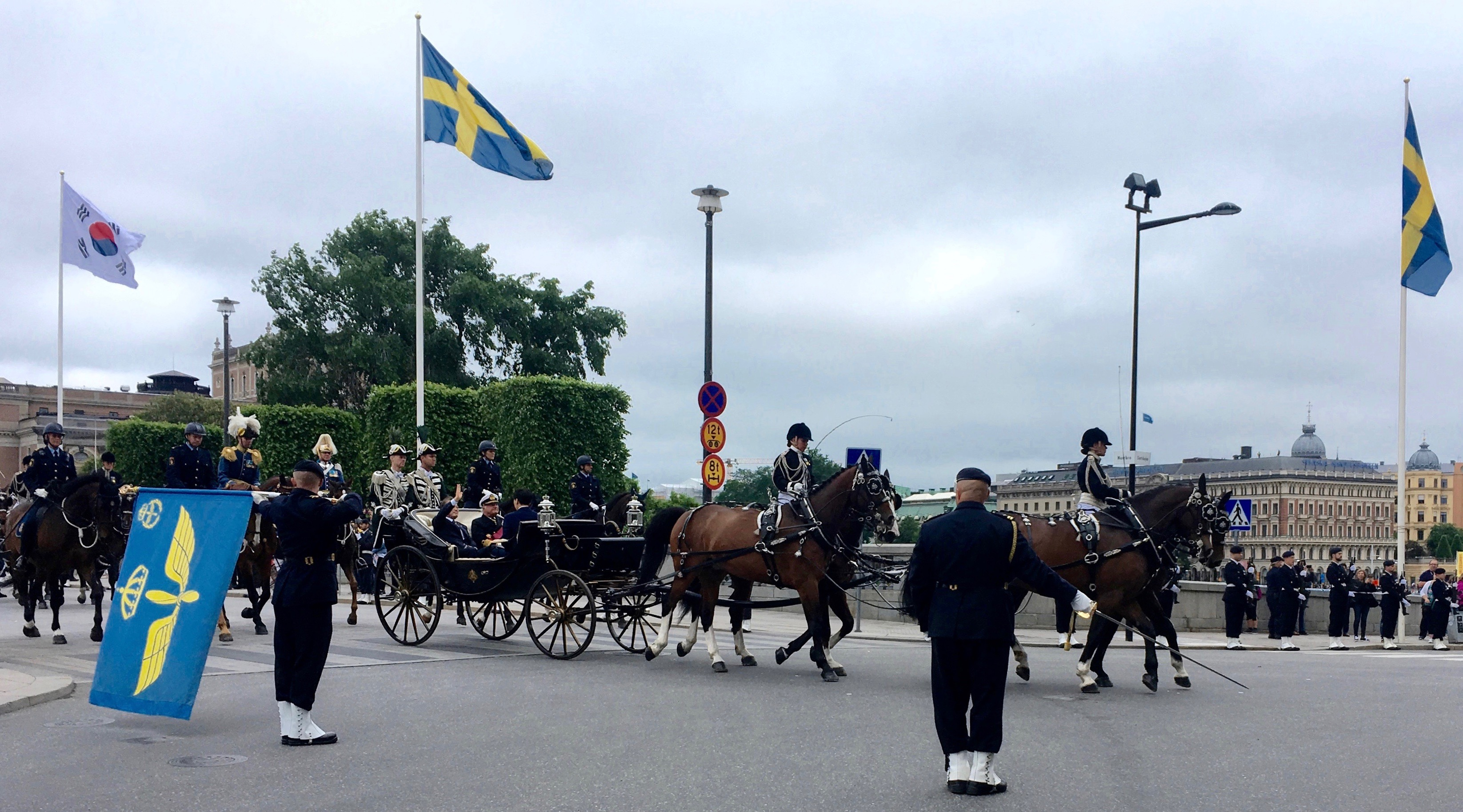
Statsbesök från Sydkorea den 14 juni 2019. Sveriges kung Carl XVI Gustaf och Republiken Koreas president Moon Jae-in åker i en öppen landå i form av Karl XV:s paradkupé dragen av ett fyrspann.

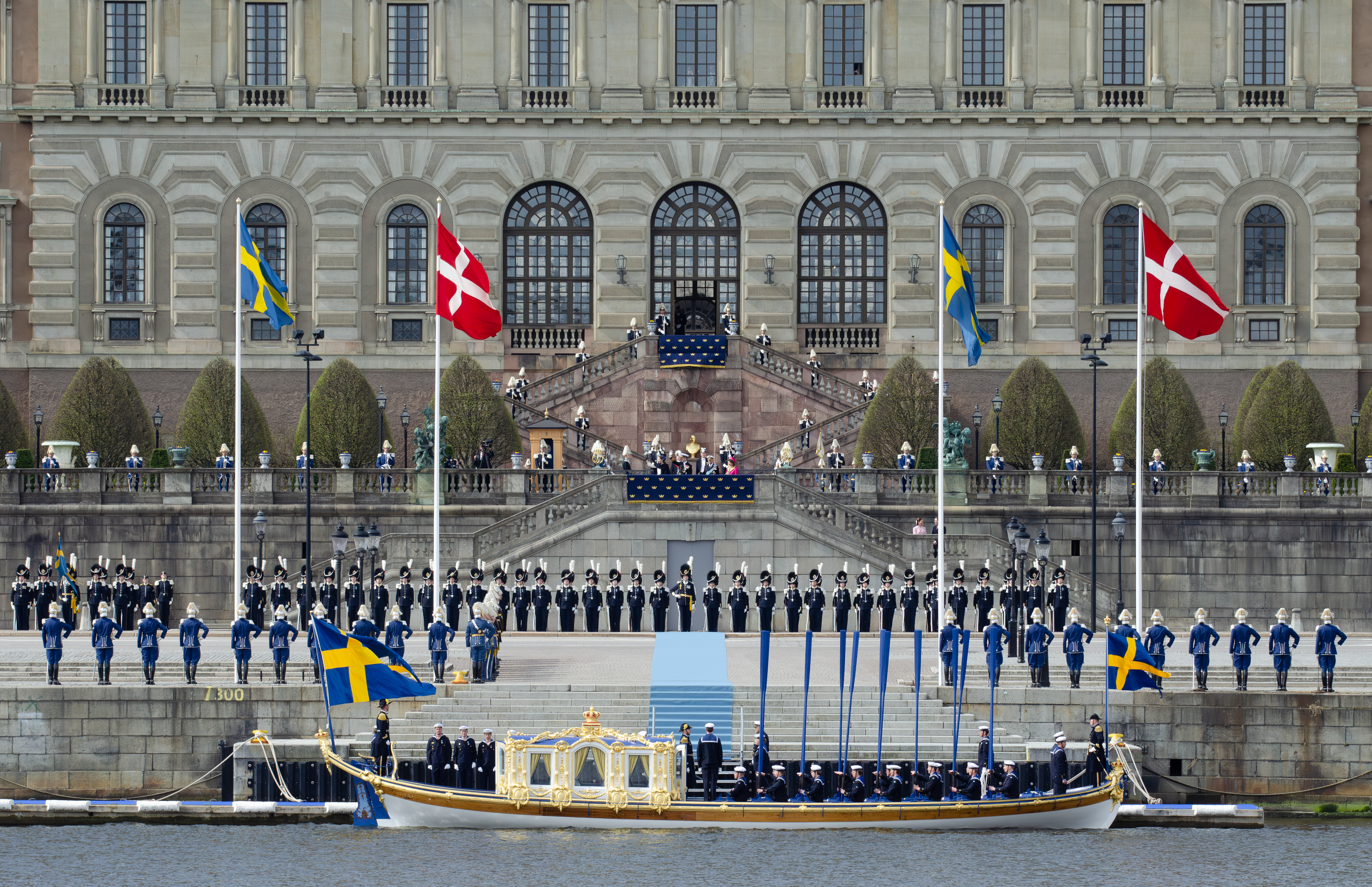
Det svenska kungaparet tar emot Kung Frederik X av Danmark och drottning Mary vid Stockholms slott, under deras statsbesök till Sverige 2024. Med på slupen Vasaorden fanns även kronprinsessan Victoria och prins Daniel.

Ett statsbesök är ett formellt besök som en gästande statschef gör på inbjudan av statschefen i värdstaten.
Om statsföreträdare med lägre rang, till exempel regeringschefer, träffas under högtidliga former, är det ett officiellt besök och inte ett statsbesök.

## Andra former av besök
De flesta  länder skiljer på fyra olika former av besök från statschefer eller motsvarande:
- Statsbesök (engelska: State visit; franska: Visite d’État)
- Officiellt besök (engelska: Official visit; franska: Visite officielle)
- Arbetsbesök (engelska: Working visit); franska: Visite de travail)
- Privat besök (engelska: Private visit; franska: Visite privée)

Statsbesök kännetecknas av förekomsten av högtidligt statsceremoniella inslag (framförande av nationalsånger, inspektion av hedersvakt, salutskjutning, statsbankett och svarsbankett, tal till värdlandets lagstiftande församling osv.) som vanligtvis inte sker då statschefer möts vid arbetsbesök eller privata besök.

## I olika länder

### Danmark
Statsbesök till Danmark äger rum på inbjudan av Danmarks monark på begäran av statsministern. Välkomstceremoni hålls i Köpenhamn, vanligen vid Amalienborgs slott.

### Finland
Statsbesök till Finland äger rum på inbjudan av Finlands president i samråd med Statsrådet. Välkomstceremoni hålls i Helsingfors vid Presidentens slott.

### Storbritannien
Statsbesök till Storbritannien äger rum på inbjudan av Storbritanniens monark på begäran av regeringen genom Foreign and Commonwealth Office. Besöken mottas normalt i England, antingen på Buckingham Palace inne i London eller på Windsor Castle utanför London. I London hålls välkomstceremonin dagtid på Horse Guards Parade. Därefter kortege i landå till Buckingham Palace längs The Mall, under beriden eskort av Household Cavalry (Life Guards och Blues and Royals). Under ankomstkvällen hålls statsbanketten med 150 gäster på Buckingham Palace där både värden och gästen håller tal och utbringar skål för varandra och deras länder.
Mera sällan förekommer statsbesök i Skottland, med mottagning vid Palace of Holyroodhouse i Edinburgh.

### Sverige
Statsbesök till Sverige äger rum på inbjudan av Sveriges monark på regeringens hemställan. Statsbesök inleds i Stockholm med välkomstceremoni på Kungliga slottet. Sedan andra halvan av 1900-talet brukar gästande statschef anlända med flyg till Arlanda. Mera sällan förekommer ankomst med fartyg; transport från gästande nations fartyg sker då via kungaslupen Vasaorden med landstigning på Logårdstrappan. Ankomst med tåg via kungliga väntsalen på Stockholms centralstation är också möjlig. 
På inre borggården sker inspektion av hedersvakt från Livgardets livkompani (i Svea Livgardes uniform). Gästande statschefer tilldelas i regel Serafimerorden som gåva (undantaget de stater som inte delar ut ordnar till utländska statschefer). Gästande statschefer inkvarteras ofta i gästvåningen på slottet, alternativt på närbelägna Grand Hôtel.
Under statsbesök av statschefer med politisk makt sker även bilaterala samtal med Sveriges statsminister, vanligen på Rosenbad. Tal av gästande statschefer inför riksdagen förekommer, men är inte något stående inslag.

### USA
Statsbesök till USA äger rum på inbjudan av USA:s president och hålls i Vita huset med en särskild ankomst och välkomstceremoni på södra gräsmattan som inkluderar inspektion av hedersvakt från USA:s väpnade styrkor. Den besökande stats- eller regeringschefen brukar vanligen anlända med flyg till Joint Base Andrews och under statsbesöket inkvarteras denne i gästhuset Blair House.
Vissa stats- eller regeringschefer inbjuds under ett statsbesök i USA att även tala inför USA:s kongress, men det är kongressens ledare och inte presidenten som utfärdar en sådan inbjudan.